# Garbatka Długa
Garbatka Długa – wieś w Polsce położona w województwie mazowieckim, w powiecie kozienickim, w gminie Garbatka-Letnisko.
| SIMC    | Nazwa     | Rodzaj    |
| ------- | --------- | --------- |
| 1055078 | Podtetlów | część wsi |

W latach 1975–1998 miejscowość administracyjnie należała do województwa radomskiego.
Wierni kościoła rzymskokatolickiego należą do parafii Nawiedzenia Najświętszej Maryi Panny w Garbatce.